# حارة الرعب (أحور)
الرعب هي إحدى حارات حي الأنتفاضة بمدينة أحور التابعة لمحافظة أبين، بلغ تعداد سكانها 230 نسمة حسب تعداد اليمن لعام 2004.